# Monohelea zherihhini
Monohelea zherihhini är en tvåvingeart som beskrevs av Remm 1993. Monohelea zherihhini ingår i släktet Monohelea och familjen svidknott. Inga underarter finns listade i Catalogue of Life.